# سيف عبد الرحمن
سيف الدين عبد الرحمن (17 مارس 1942 -)، ممثل مصري.

## عنه
درس ب كلية الآداب قسم التاريخ، عمل بالفرقة القومية للفنون الشعبية، اكتشفه المخرج يوسف شاهين فأسند إليه بطولة فيلم فجر يوم جديد أمام سناء جميل في نهاية الستينيات، وكذلك لعب دورا في فيلم البوسطجي، عمل مسئولا في شركة مصر للأفلام العالمية، تزوج من الممثلة رجاء حسين أنجب منها دينا وكريم، سرعان ما انتقل من البطولة إلى الأدوار الصغيرة لأنه لم يلمع في أدواره ولم تفرض موهبته نفسها فسريعا ما انطفأت هالة البطولة وتراجع للصفوف الخلفية وسط جيل العمالقة، واكتفى بالأدوار الثانوية ومنها غير المؤثرة، ولكن دور الشرير في أحلام صغيرة يحسب له، وكذلك أدواره في النيل والحياة وجحيم تحت الماء وهو في إيه.

## روابط خارجية
- سيف الدين عبد الرحمن على موقع IMDb (الإنجليزية)
- سيف الدين عبد الرحمن على موقع قاعدة بيانات الأفلام العربية
- سيف الدين عبد الرحمن على موقع قاعدة بيانات الفيلم (الإنجليزية)